# Nehemia Maseribane
Sekhonyana Nehemia Maseribane (ur. 4 maja 1918, zm. 3 listopada 1986) – polityk Basuto (obecnie Lesotho). Pierwszy premier tego terytorium od 6 maja do 7 lipca 1965.